# Pence (Wisconsin)
Pence – miasto w Stanach Zjednoczonych, w stanie Wisconsin, w hrabstwie Iron.